# Богомолов, Константин Юрьевич
Константи́н Ю́рьевич Богомо́лов (род. 23 июля 1975, Москва) — российский театральный деятель, режиссёр театра и кино, театральный и киноактёр, поэт, драматург, сценарист, клипмейкер; заслуженный деятель искусств России (2025). Художественный руководитель Театра на Бронной с 2019 года. Художественный руководитель Театра Романа Виктюка с 2024 года. Муж журналистки и телеведущей Ксении Собчак с 2019 года.
Константин Богомолов — обладатель ряда театральных наград: театральной премии «Чайка» (2007), зрительской премии «ЖЖивой театр» (2011), премии имени Олега Янковского «Творческое открытие» (2013). Многократный лауреат премии Благотворительного фонда Олега Табакова (2009, 2012, 2013, 2016).
Неоднократный номинант на премию «Золотая маска». В 2014 году получил «Приз критики» фестиваля «Золотая маска» за спектакль «Идеальный муж. Комедия». В 2020 году спектакль «Преступление и наказание», поставленный Константином Богомоловым в театре «Приют комедианта», был признан лучшим драматическим спектаклем малой формы и также удостоен «Золотой маски».
Как кинорежиссёр Константин Богомолов известен прежде всего работами над такими телесериалами, как «Содержанки», «Безопасные связи», «Хороший человек», а также онлайн-проектом «Коронный выход».
Театр Романа Виктюка, возглавленный режиссёром Константином Богомоловым в начале июня 2024 года, сменил название на «Театр — Сцена „Мельников“».

## Биография
Константин Богомолов родился 23 июля 1975 года в Москве в семье кинокритиков Юрия Александровича Богомолова (1937—2023) и Ольги Георгиевны Ульяновой. Участник литературной мастерской Ольги Татариновой «Кипарисовый ларец». В 1990 году стихотворения Богомолова были опубликованы в литературном журнале «Мы» и поэтическом сборнике «Семнадцатое Эхо», в 1995 — в альманахе «Вавилон».
В 1992 году окончил Гимназию № 1520 имени Капцовых (бывшая школа № 31). В 1997 году окончил отделение русской филологии филологического факультета МГУ им. М. В. Ломоносова, тема диплома: «Мотивы волшебной сказки в „Капитанской дочке“». Проучившись год в аспирантуре (изучал русское масонство XVIII века), Богомолов поступил на курс Андрея Гончарова в Российский институт театрального искусства — ГИТИС, выпустился в 2003 году.
В 2002 году поставил спектакль «Лекция о пользе убийств, или Шесть трупов в поисках действия» в ГИТИСе.
В период с 2007 по 2012 год служил в Московском театре Олега Табакова на улице Чаплыгина, осуществив постановку спектаклей «Отцы и дети» Тургенева, «Старший сын» Вампилова, «Процесс» Кафки, «Волки и овцы» Островского, «Безумный день, или Женитьба Фигаро» Бомарше, «Год, когда я не родился» Розова, Wonderland-80 по Довлатову и Л. Кэрроллу, а также двух версий чеховской «Чайки». Премьера «Старшего сына» состоялась в 2008 году. Для Константина Богомолова это был третий опыт работы с труппой этого театра. Критики отмечали реалистичность, психологическую выверенность спектакля, выдержанность текста в каноническом варианте.
Самым совершенным, на мой взгляд, и самым любимым моим спектаклем, который поставил Костя Богомолов в подвальном театре, является «Старший сын» Александра Вампилова— Олег Табаков.
Табаков называл спектакль «Старший сын» пронзительным повествованием, а спектакли «Волки и овцы» Островского и «Wonderland-80» по Довлатову несомненным театральным успехом Константина Богомолова.
С 2012 по 2018 год работал помощником художественного руководителя МХТ имени А. П. Чехова. В 2014 году стал штатным режиссёром московского театра «Ленком» и выпустил два спектакля: «Борис Годунов» по А. С. Пушкину (2014) и «Князь» по мотивам романа Ф. М. Достоевского «Идиот» (2016).
В 2012 году стал педагогом Московской школы нового кино, в 2013 — руководителем Актёрской школы № 24, созданной на базе МШНК. В 2017 году Константин Богомолов стал председателем жюри литературной премии «Нос».
В 2018 году дебютировал в жанре многосерийного кино с драматическим сериалом «Содержанки», рассказывающем о светской жизни в Москве. Главные роли в нём исполнили: Дарья Мороз, Софья Эрнст, Ольга Сутулова, Александра Ребенок и Сергей Бурунов. Сам Константин Богомолов называл съёмку сериала вопросом своего профессионального роста, а производство сериалов — одной из самых сложных вещей в индустрии кино.
Константин Богомолов — соавтор и соведущий московской театральной премии «Гвоздь сезона». В 2019 году он подписал двухлетний контракт на съемки кино- и телепроектов для видеосервиса Start, по условиям которого Богомолов в некоторых проектах будет дебютировать как режиссер, а в некоторых как продюсер.
В 2019 году с книгой «Так говорил Богомолов» (АСТ) автор вошёл в шорт-лист Премии Андрея Белого в номинации «Поэзия».
Спектакль «Преступление и наказание», поставленный режиссёром, награждён «Золотой маской» в номинации «Лучший спектакль малой формы».
С 26 апреля по 20 мая 2020 года на видеосервисе Start выходил новый сериал Константина Богомолова «Безопасные связи», а 20 августа того же года вышел первый эпизод еще одного сериала «Хороший человек».
В феврале 2025 года вошёл в состав нового правления Союза писателей России.

### В Театре на Бронной
В конце мая 2019 года глава Департамента культуры Москвы Александр Кибовский сообщил, что Константин Богомолов будет назначен художественным руководителем Московского драматического театра на Бронной. 25 июня 2019 года режиссёр вступил в эту должность. О своём назначении он заявил:
Мне нравится гордиться тем, что сделано не мной, но в моём доме. И это, кстати, совершенно особенное ощущение — когда ты гордишься не своим личным успехом, а успехом другого режиссёра, его спектаклем, который вышел в твоем театре, и ты знаешь, что дал ему возможность реализоваться. Приятно, когда зал полон. Это какое-то новое, но очень приятное ощущение взрослости и ответственности.— Константин Богомолов

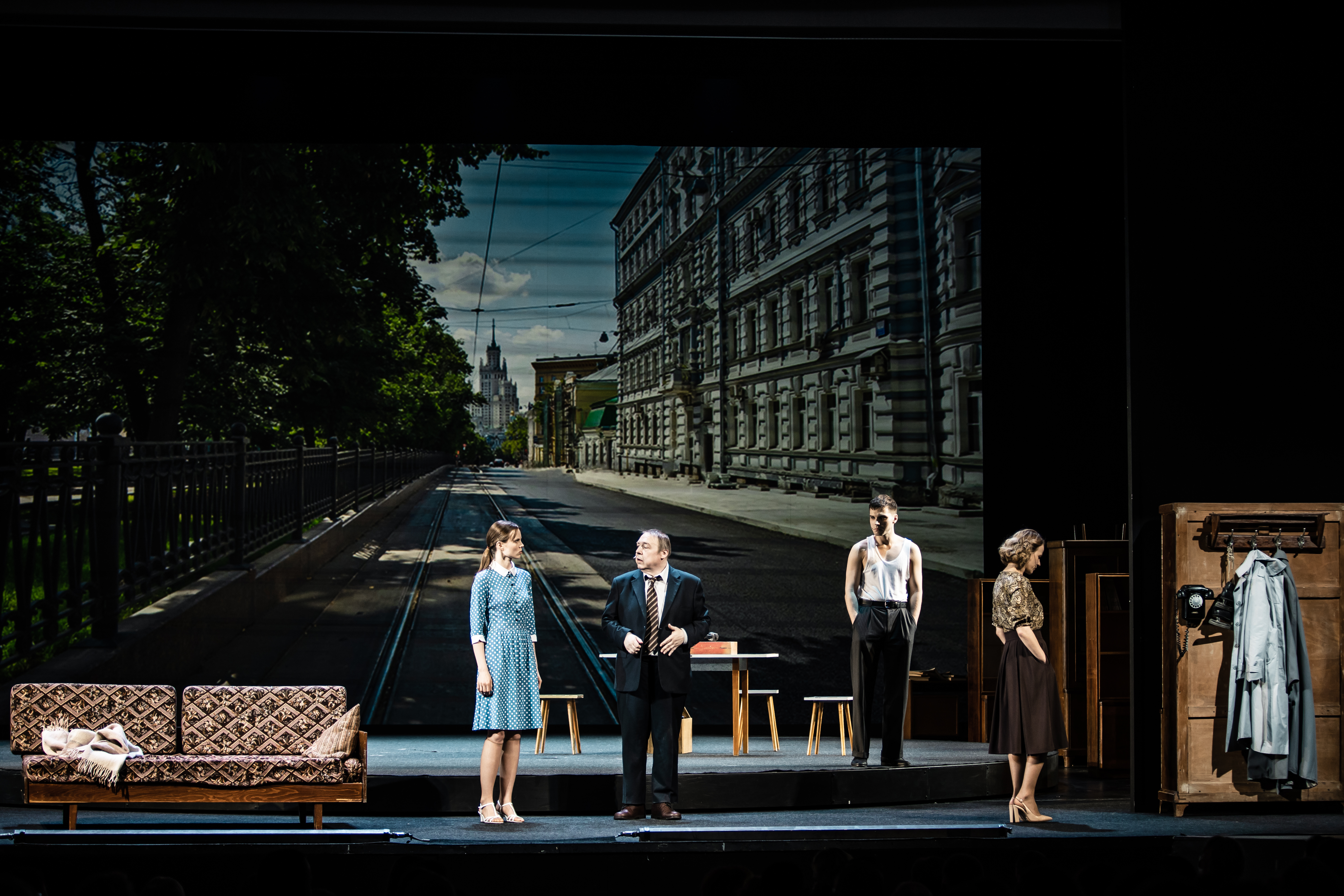
Спектакль Константина Богомолова «Дядя Лёва» Театра на Бронной. На сцене актёры: Александра Ревенко, Александр Семчев, Даниил Чуп, Александра Ребенок

Для режиссёра назначение на должность художественного руководителя Театра на Бронной не было неожиданностью — он давно хотел возглавить театр и реализовать себя в этой работе.

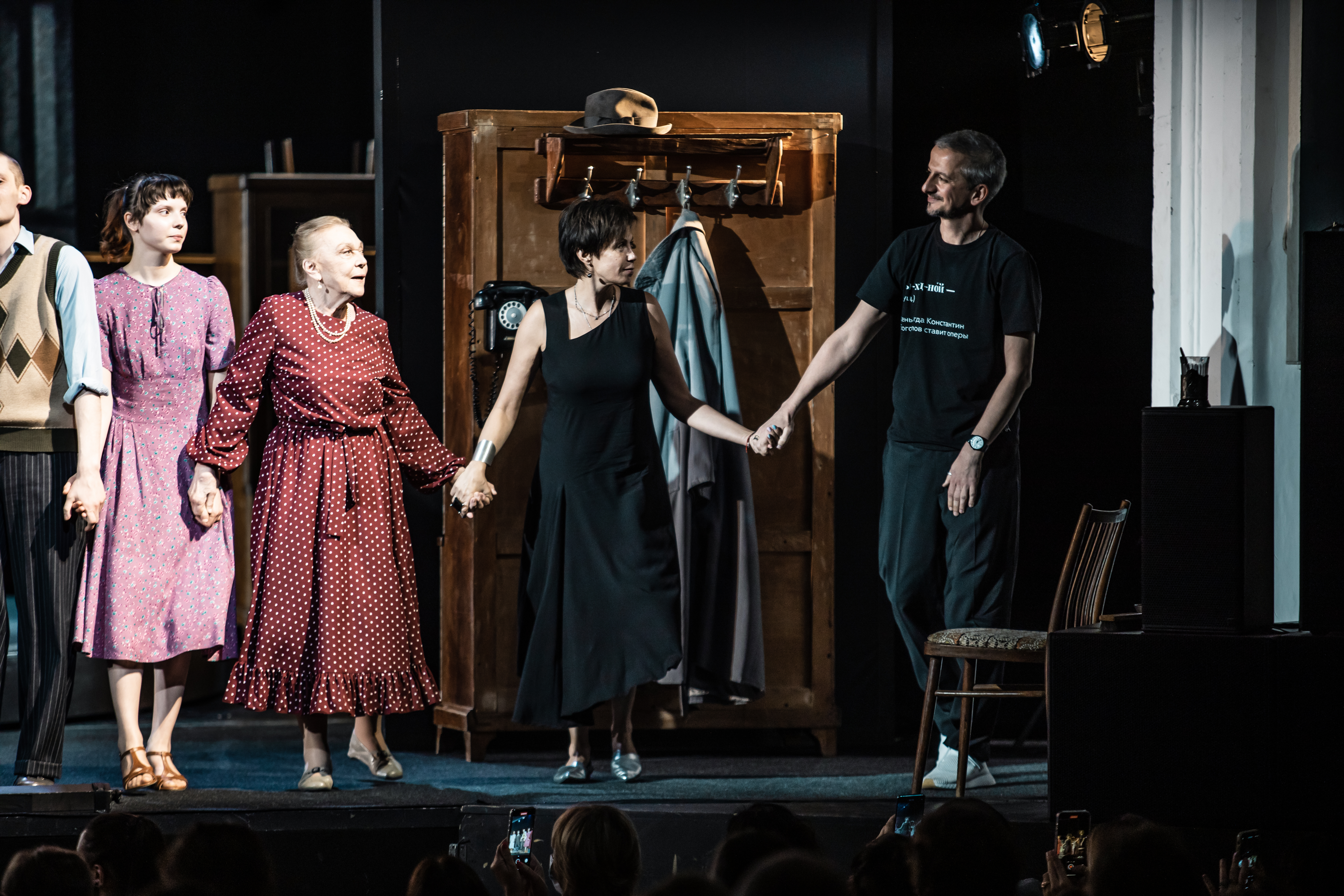
Поклоны спектакля Константина Богомолова «Дядя Лёва» Театра на Бронной. На сцене: Микита Ильинчик, Василиса Перелыгина, Вера Майорова, Лариса Ломакина и Константин Богомолов

В 2019 году режиссёр Константин Богомолов делился своими планами о постановке в будущем «Ифигении в Авлиде» Еврипида, называя ее «очень мощной вещью для артистов», и мечтал поставить «Войну и мир». В Театр на Бронной он пригласил таких режиссеров, как Максим Диденко и Олег Долин. Богомолов заявлял, что хотел бы, чтобы в Театре на Бронной рассказывались интересные истории, так как зрителя привлекает чувственность, юмор, человеческая глубина, интеллектуальная, душевная настоящесть, не пафосность.
Я хочу ревниво подглядывать из-за шторки, на то, как другие режиссёры будут круто ставить с вами спектакли. Это моя мечта.— Константин Богомолов.
По словам режиссёра, после завершения реконструкции планируется проведение выставок в помещениях театра и в фойе. Предполагается, что здесь будут проводить экскурсии, лекции и кинопоказы. Благодаря оптимизации для этого появятся помещения. Во дворе театра убрали забор, и благодаря этому пространство театра стало более открытым.
Мы осуществили ребрендинг. Медленно спокойно меняем внешний облик театра, касательно его логотипа, афиш, сайта. Точно так же без революций и специальных объявлений переводим труппу на срочный контракт. Труппа пополняется – не звёздами, а людьми, которые готовы связать свою жизнь с театром.— Константин Богомолов
В начале 2020 года Константин Богомолов заявил о начале работы в Театре на Бронной над спектаклем по пьесе «Покровские ворота» Леонида Зорина. По словам Константина Богомолова, ему всегда нравился одноимённый фильм, который был снят Михаилом Козаковым, с которым были дружны его родители. Помощь в подготовке спектакля предложила вдова Михаила Козакова Анна. О самой пьесе Константин Богомолов отзывается как о «чудесной, прекрасной сказке». Режиссёр посчитал, что будет правильно начать свою работу в Театре на Бронной с постановки именно этого материала. Богомолов считал, что «Покровские ворота» станут тем спектаклем, который позволит совместить в себе и радость творчества, и зрительский успех. В итоге премьера спектакля состоялась 18 сентября 2021 года, а сам спектакль получил название «Дядя Лёва».

## Анализ творчества
Театровед Елена Горфункель отзывается о спектакле Богомолова «Преступление и наказание» как о постановке на редкость внятной и умной. Спектакль был поставлен на сцене театра «Приют комедианта» в Санкт-Петербурге. Главные роли исполнили Алёна Кучкова, Валерий Дегтярь, Александр Новиков, Дмитрий Лысенков, Мария Зимина, Илья Дель, Алексей Ингелевич. Богомолов показал Раскольникова строгим и резким, равнодушным к страданиям и несчастиям окружающих. Главный герой в спектакле Богомолова не раскаивается в том, что совершает.
Раскольников у Богомолова убил не из идейных соображений, он действительно хотел проверить, гений он или тварь дрожащая. Играл в отчаянную и бесчеловечную игру. В самом деле попробовал позу сверхчеловека, и она не получилась. Поражение есть, раскаяния — нет. Одна гордыня.— Елена Горфункель.

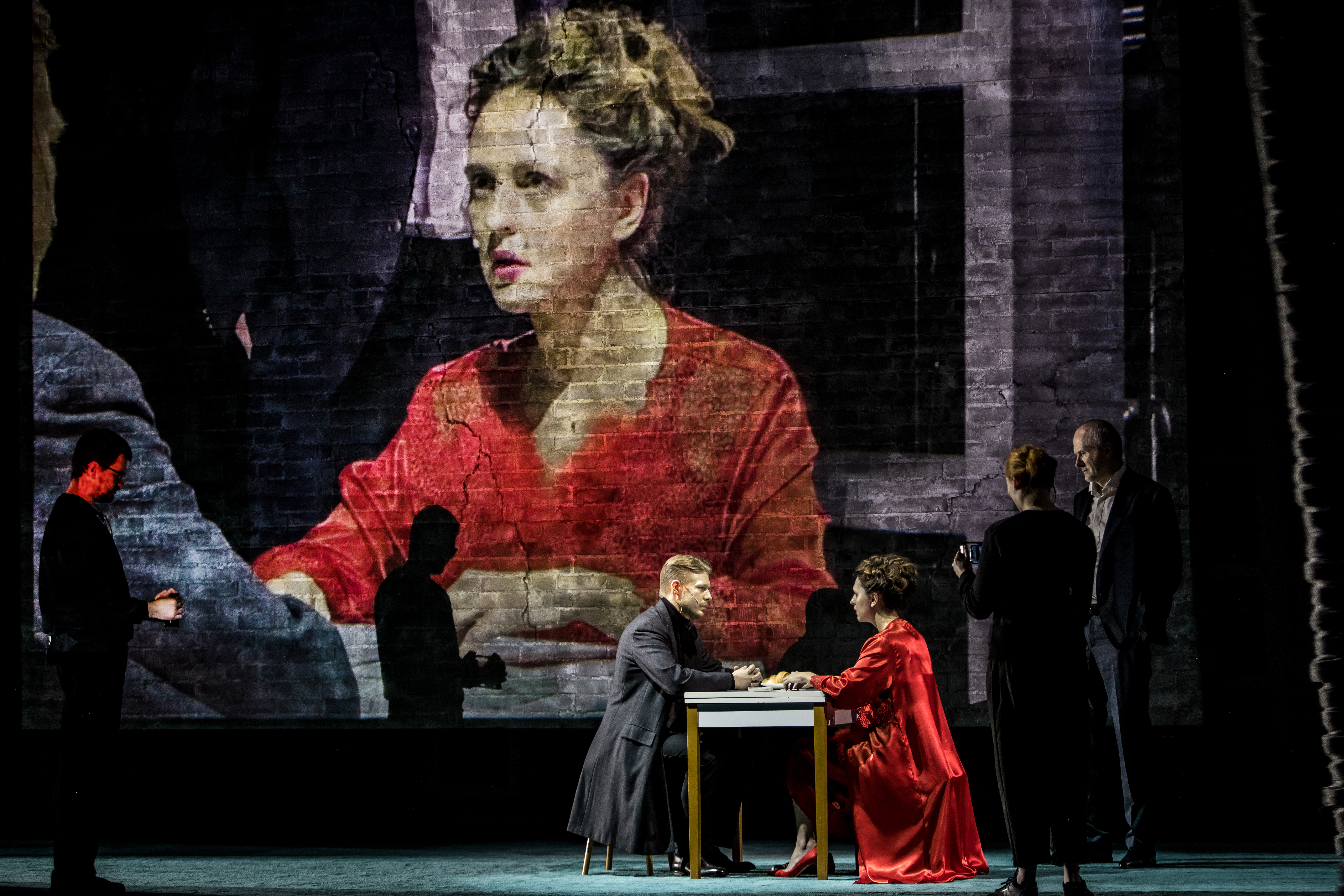
Фрагмент спектакля Константина Богомолова «Бесы Достоевского» с участием Никиты Ефремова и Марии Шумаковой в Театре на Бронной

А Порфирий Петрович, роль которого исполняет Александр Новиков, лишён въедливости и неприступности.
Трансляция текста в спектаклях на плазменные экраны — это один из приёмов, которые использует Константин Богомолов в своей работе. Этот же приём он применял в постановке «Карамазовы» 2013 года. Тогда на экранах появлялись ремарки: «Говорит и показывает скотское ТВ», «В Скотопригоньевске никогда не светит солнце». Фразы делают отсылки для зрителей к тому, что происходит в спектакле. А. В. Краснослободцева называет постановку вольным пересказом романа Достоевского. Сам Константин Богомолов утвердительно говорит о том, что его приём с трансляцией текста на экраны можно считать «Эффектом Кулешова» и называет это очень интересным эффектом восприятия, когда слова помогают зрителю представить какую-либо обстановку без использования соответствующих декораций.
Эмилия Деменцова пишет, что спектакль Богомолова по форме может вначале показаться простым, но в этом и кроется вся сложность. Потому что такая простота математически выверенная вплоть до интонаций и жестов, но при этом в ней достаточно и чувств, и боли и любви.
Богомолов принадлежит к поколению, которое не верит в источники, соединяющие человека, творца с небом. Но небеса карают тех, кто издевается над текстами УайльдаРоман Виктюк, 

## Награды и номинации
- Лауреат театральной премии «Чайка» за спектакль «Много шума из ничего» в номинации «Сделай шаг» за нетрадиционное прочтение классического произведения (2007 год)[41];
- Премия Благотворительного фонда Олега Табакова (за создание спектакля «Старший сын») (2009)[42];
- Номинация на премию «Золотая маска» в 2010 году за спектакль «Старший сын» (2010 год)[43];
- Зрительская премия «ЖЖивой театр» в номинации «Режиссёр года: Новая волна» за спектакли «WONDERLAND-80» и «Турандот» (2011)[13];
- Номинация на премию «Золотая маска» за спектакль «WONDERLAND-80» (2011 год)[44];
- Премия Олега Табакова за «оригинальное прочтение отечественной классики» (2012 год)[13];
- Премия Благотворительного фонда Олега Табакова за спектакли «Год, когда я не родился» и «Идеальный муж. Комедия» (2013 год)[45];
- Премия Олега Янковского «Творческое открытие» (2013 год)[45];
- Номинация на премию «Золотая маска» за спектакли «Лир» и «Год, когда я не родился» (2013 год)[46][47]
- «Приз критики» премии «Золотая маска» получил спектакль Константина Богомолова «Идеальный муж. Комедия» (2014)[48].
- Премия журнала ОК! в номинации «Театр 21 века» (2016 год)[49].
- Премия Благотворительного фонда Олега Табакова за спектакль «Юбилей ювелира» (2016 год)[45].
- Лауреат премии Москвы за спектакль «Театральный роман» в Театре имени Гоголя[41].
- Номинация на «Золотую маску 2022» — постановка оперы «Кармен», Театр оперы и балета имени П. И. Чайковского, Пермь[50].
- Заслуженный деятель искусств Российской Федерации (21 июля 2025 года) — за вклад в развитие отечественной культуры и искусства, многолетнюю плодотворную деятельность[51].

## Общественная позиция
В начале 2010-х годов Константин Богомолов принимал участие в российском протестном движении. На выборах мэра Москвы 2013 года публично поддержал Алексея Навального, выступил с речью на митинге его сторонников, прошедшем на следующий день после дня голосования. Был на тех выборах наблюдателем мобильной группы в составе команды наблюдателей от Алексея Навального. Богомолов говорил, что «Алексей Навальный — это лучшее, что может случиться [с Москвой] за многие годы».
В 2018 году — доверенное лицо Сергея Собянина на выборах мэра Москвы.
В феврале 2021 года Константин Богомолов опубликовал в «Новой газете» манифест «Похищение Европы 2.0», в котором критикует «новую этику», и заявил, что Европа находится в глубоком этическом кризисе, призвав Россию перестать ориентироваться на европейские ценности. В авторском тексте говорится, что Европа превращается в «новый этический Рейх», стандарты которого вырабатываются под влиянием «квир-активистов, фем-фанатиков и экопсихопатов». Богомолов призвал выстроить новую правую идеологию «вне радикальной ортодоксальности, но строго и непримиримо отстаивающую ценности сложного мира в опоре на сложного человека».
Манифест вызвал полярные реакции среди российской общественности.
- Председатель Синодального отдела по взаимоотношениям Церкви с обществом и СМИ Московского патриархата В. Р. Легойда высоко оценил манифест, отметив, что это «текст человека, который не пытается быть „в тренде“», как и «не боится этого», а также указал, что «этот по-настоящему авторский текст, вне каких-то идеологических штампованных трендов», хотя и «публицистический и смелый»[64].
- Религиовед Александр Щипков критически воспринял содержание манифеста, отметив, что «по существу, автор манифеста противопоставляет левому либерализму („этическому рейху“) не менее бесчеловечный ницшеанский правый либерализм» и сделав вывод о том, что «единственное, что мы, православные христиане, можем в связи с этим сказать: нам одинаково далеки как левый, так и правый либерализм», поскольку «смотреть на этот внутрилиберальный конфликт мы можем лишь со стороны — отстранённым и грустным взглядом»[65].
- 11 февраля 2021 года режиссёр и драматург Иван Вырыпаев опубликовал ответ на манифест, в котором оспорил тезисы Богомолова о том, что Европа находится в стадии деградации[66].

В мае 2023 года опубликовал серию колонок на сайте государственного РИА Новости, в которой он обличает российские элиты и интеллигенцию. По его мнению, она глубоко презирает народ, стремится к власти и деньгам, а после начала войны скорбит не по её жертвам, а по прежней сытой жизни. О самой войне автор не говорит ни слова, взамен призывая «засучить рукава», работать и жить, а ещё «отбросить презрение к своей стране и своему народу и услышать гул истории и голос людей».
В июле 2025 года Богомолов заявил, что с началом войны россияне получили возможность подумать о по-настоящему важных вещах, и это хорошо: «Это, в определённой степени, удача нашего поколения, что мы находимся в этом историческом периоде, который заставляет нас говорить о сущностном».

## Личная жизнь
Первая жена — Дарья Мороз (род. 1983), актриса. Развелись в 2018 году. Дочь Анна Богомолова (род. 6 сентября 2010)
Вторая жена (с 13 сентября 2019 года) — Ксения Собчак (род. 1981). С 2018 года пара находилась в близких отношениях. 21 января 2019 года произошла драка между бывшим мужем Собчак, актёром Максимом Виторганом, и Константином Богомоловым. На свадьбу будущие супруги ехали в катафалке.
Старшая сестра — Ольга Богомолова (род. 13 февраля 1971) — критик, сценарист и редактор, кандидат искусствоведения (1997).

## Режиссёрские работы

### Театральные работы

#### Московский театр-студия под руководством Олега Табакова
- 2007 — «Процесс» по Ф. Кафке[80]
- 2008 — «Отцы и дети» по И. С. Тургеневу[81]
- 2008 — «Старший сын» А. В. Вампилова[82]
- 2009 — «Безумный день, или Женитьба Фигаро» по П. де Бомарше[83]
- 2009 — «Волки и овцы» по А. Н. Островскому[84]
- 2010 — «Wonderland-80» по С. Довлатову и Л. Кэрроллу[24].
- 2011 — «Чайка» по А. П. Чехову[24].
- 2012 — «Год, когда я не родился» по пьесе «Гнездо глухаря» В. Розова[24].
- 2014 — «Чайка» по А. П. Чехову (новая версия)[24].

#### Московский Художественный театр имени А. П. Чехова
- 2012 — «Событие»[85] по Владимиру Набокову
- 2013 — «Идеальный муж. Комедия» по мотивам произведений Оскара Уайльда[86]
- 2013 — «Карамазовы» по роману Фёдора Достоевского
- 2015 — «Юбилей ювелира»[87] по одноимённой пьесе Николы Маколифф
- 2015 — «Мушкетёры. Сага. Часть первая» по мотивам романа Александра Дюма
- 2016 — «350 Сентрал-парк Вест, New York, NY 10025», по фильму Вуди Аллена[88]
- 2017 — «Дракон» по одноимённому произведению Евгения Шварца
- 2017 — «Мужья и жёны» по фильму Вуди Аллена
- 2018 — «Три сестры» по пьесе Антона Чехова
- 2022 — «Новая оптимистическая» по мотивам пьесы Всеволода Вишневского

#### Театр на Бронной
- 2007 — «Много шума из ничего» У. Шекспира
- 2020 — «Бесы Достоевского» по роману Ф.Достоевского
- 2021 — «Дядя Лёва» по пьесе Л.Зорина «Покровские ворота»[89]
- 2022 — «Таня» по пьесе А. Арбузова[90]
- 2022 — «Гамлет in Moscow» по мотивам пьесы У. Шекспира «Гамлет»[91]
- 2023 — «Вероника» по мотивам пьесы В. Розова «Вечно живые»
- 2023 — «Дачники на Бали, или „Асса“ 30 лет спустя» по мотивам пьесы М. Горького «Дачники»
- 2023 — «Слава. Молодость» по пьесе В. Гусева «Слава»
- 2024 — «Одна и один» по мотивам пьесы У. Шекспира «Ромео и Джульетта»
- 2024 — «Чайка с продолжением» по мотивам пьесы А. Чехова «Чайка»
- 2025 — «Смерть Тузенбаха (Tuzenbachi surm)» по мотивам пьесыА. Чехова «Три сестры»

#### Арт-Партнёр XXI
- 2005 — «Приворотное зелье» по Н. Макиавелли
- 2006 — «Копилка» Э. Лабиша

#### Театральный центр «На Страстном»
- 2005 — «Ифигения в Авлиде» Еврипида
- 2006 — «Муми-Тролль и комета» Туве Янссон[13]

#### Московский драматический театр имени Н. В. Гоголя
- 2003 — «Что тот солдат, что этот» по Б. Брехту
- 2005 — «Повар-вор, его жена, близнецы и зелёный любовник» по К. Гоцци
- 2007 — «Театральный роман, или Записки покойника» по М. А. Булгакову[13].

#### Театр Ленком
- 2014 — «Борис Годунов» по А. С. Пушкину
- 2016 — «Князь» по мотивам романа Ф. М. Достоевского «Идиот»

#### Театр наций
- 2014 — «Гаргантюа и Пантагрюэль» по мотивам романа Франсуа Рабле
- 2021 — «На всякого мудреца» по мотивам пьесы А. Н. Островского «На всякого мудреца довольно простоты»

#### Драматический театр «Приют Комедианта»
- 2011 — «Лир» по мотивам У. Шекспира
- 2019 — «Преступление и Наказание» по Ф. М. Достоевскому

#### Музыкальный театр имени Станиславского и Немировича-Данченко
- 2018 — «Триумф Времени и Бесчувствия», оратория Георга Генделя
- 2021 — «Ромео и Джульета», балет Сергея Прокофьева в постановке Максима Севагина

#### Разные театры
- 2002 — «Лекция о пользе убийств, или Шесть трупов в поисках действия» по С. Мрожеку и Ф. Аррабалю (ГИТИС)[24]
- 2004 — «Бескорыстный убийца» по Э. Ионеско (Российский академический молодёжный театр)
- 2005 — «Грустный анекдот» по А. П. Чехову (Московский академический театр имени Владимира Маяковского)[13]
- 2006 — «Невольницы» А. Н. Островского (Учебный театр ГИТИС, Мастерская М. А. Захарова. Режиссёр С. Филиппов, педагог К. Богомолов).
- 2007 — «Palimpseston, или Одно вращение спектакля вокруг своей оси» (Самарский театр юного зрителя «СамАрт»)
- 2010 — «ТурандотТ» по К. Гоцци и Ф. М. Достоевскому (Московский драматический театр имени А. Пушкина)
- 2012 — «Настя» по Владимиру Сорокину (читка в рамках фестиваля «Кино без плёнки» в Театре.doc)
- 2012 — «Ставангер. PULP PEOPLE» / «Stavanger. Pulp people» по мотивам пьесы Марины Крапивиной «Ставангер» (Лиепайский театр)
- 2013 — «Мой папа — Агамемнон» / «Mano tėvas — Agamemnonas» по мотивам «Ифигении в Авлиде» Еврипида (Малый театр Вильнюса)
- 2014 — «Лёд» / «Lod» по роману Владимира Сорокина (Национальный театр в Варшаве)
- 2015 — «Мой бластер разрядился» по собственным текстам К.Богомолова (Лиепайский театр)
- 2015 — «Платонов» по А. П. Чехову (Старый театр имени Хелены Моджеевской в Кракове)[1]
- 2017 — «Волшебная гора» по Т. Манну (Электротеатр Станиславский)
- 2018 — «Слава» по В. М. Гусеву (Российский государственный академический Большой драматический театр имени Г. А. Товстоногова)
- 2019 — «Ай Фак. Трагедия» по роману Виктора Пелевина «iPhuck 10» (Москва-Сити)
- 2019 — «Теллурия» по роману Владимира Сорокина «Теллурия» (Театр на Таганке)
- 2019 — «Одиссея 1936» по пьесе М. Булгакова «Иван Васильевич» (Санкт-Петербургский театр «Русская антреприза» имени Андрея Миронова)[24]
- 2021 — «Кармен», опера Жоржа Бизе (Пермский театр оперы и балета имени П. И. Чайковского)

### Киноработы
- 2018 — «Содержанки»[5]
- 2020 — «Безопасные связи»[29]
- 2020 — «Хороший человек»[28]
- 2023 — «Кеша должен умереть»[92].

### Съёмки видеоклипов
- 2016 — «Немного рекламы», группа Винтаж[93]
- 2021 — «Она моя», Дима Билан

## Актёрские работы

### Театр
- 2016 — «Машина Мюллер», Вальмон, маркиза де Мертей[94]. Гоголь-центр
- 2016 — «Князь», князь Тьмышкин[95][96][97]. Ленком
- 2017 — «Волшебная гора», исполнитель. Электротеатр Станиславский
- 2021 — «На всякого мудреца», Крутицкий, Турусина[98]. Театр наций

### Кино
- 1987 — «Гобсек» — Эрнест
- 2017 — «Настя»[93] (заморожен)
- 2018 — «Год, когда я не родился»[99] (заморожен)
- 2019 — «Содержанки» — Семён, судмедэксперт
- 2020 — «Безопасные связи» — Константин
- 2020 — «Шерлок в России» — Знаменский
- 2020 — «Псих» — Олег, психолог
- 2020 — «Последний министр» — Фёдор / Федька, сослуживец Тихомирова
- 2023 — «Кеша должен умереть» — Иннокентий Мельников

## Публицистика
- Богомолов К. Ю. Похищение Европы 2.0 // Новая газета. — 2021. — № 14.

отклики
- Вырыпаев И. А.. Возвращение «похищенного» Запада. Новая газета (11 февраля 2021).
- Ерофеев В. В.. Богомолов, не учи учёного… Deutsche Welle (11 февраля 2021).
- Мартынов К. К.. Против манифестов. Новая газета (10 февраля 2021).
- Анатолий Минкин, Ольга Нижельская. Константин Богомолов опубликовал «манифест» об упадке Европы. Его сочли неудачной провокацией и «троллингом». 360° (10 февраля 2021).
- «Похищение Европы 2.0». Вокруг манифеста Богомолова кипит дискуссия. Вести с Алексеем Казаковым (10 февраля 2021).
- «Превратился в охранителя». Как соцсети встретили колонку Богомолова о новой этике. Афиша Daily (10 февраля 2021).
- Константин Богомолов опубликовал философский манифест. В нём он осудил Запад, назвав его «новым этическим рейхом». Фонтанка.ру (10 февраля 2021).
- Щипков А. В. Богомолов и либерализм // Независимая газета. — 25.02.2021.
- Яковлева Е. Человек, сложнее не придумаешь // Российская газета — Столичный выпуск. — 24.02.2021. — № 40 (8391).

## Комментарии
1. ↑  В 1997 году в Российской академии театрального искусств под научным руководством кандидата искусствоведения, профессора Ю. С. Рыбакова защитила диссертацию на соискание учёной степени кандидата искусствоведения по теме «Образ города в русском театре в 20-е гг. XX века» (специальность 17.00.01 — театральное искусство); официальные оппоненты — доктор искусствоведения, профессор Е. Г. Хайченко и доктор искусствоведения, профессор С. В. Стахорский; ведущая организация — Школа-студия МХАТ.